# Szaláh Asszád
Szaláh Asszád (Larbaâ Nath Irathen, 1958. március 13. – ) algériai válogatott labdarúgó.

## Pályafutása

### Klubcsapatban
1975 és 1982 között az RC Kouba csapatában játszott, melynek színeiben 1981-ben megnyerte az algériai bajnokságot. 1982 és 1986 között Franciaországban az FC Mulhouse és a Paris Saint-Germain játékosa volt. 1986 és 1989 között az RC Kouba együttesében játszott. 1989-ben a JSM Chéraga játékosaként vonult vissza az aktív játéktól.

### A válogatottban
1977 és 1989 között 68 alkalommal szerepelt az algériai válogatottban és 15 gólt szerzett. Részt vett az 1980. évi nyári olimpiai játékokon, az 1980-as és az 1982-es afrikai nemzetek kupáján, illetve az 1982-es és az 1986-os világbajnokságon.

## Sikerei, díjai
RC Kouba
- Algériai bajnok (1): 1980–81

Algéria
- Afrikai nemzetek kupája döntős (1): 1980